# Binodoxys kumaonensis
Binodoxys kumaonensis är en stekelart som först beskrevs av Jaroslav Stary och Dinendra Raychaudhuri 1982.  Binodoxys kumaonensis ingår i släktet Binodoxys och familjen bracksteklar. Inga underarter finns listade.